# زمین منزوی
«زمین منزوی» (به انگلیسی: Solitary Ground) نام یک تک‌آهنگ از گروه موسیقی سمفونیک متال هلندی، اپیکا می‌باشد. این آهنگ از دومین آلبوم ایشان به‌نام سپردن به فراموشی است.

## فهرست قطعه‌ها
۱. «زمین منزوی» (نسخهٔ موسیقی متن فیلم) - ۴:۰۶
۲. «زمین منزوی» (ریمیکس) - ۳:۱۰
۳. «مادر نور» - ۵:۵۸
۴. «پالادیوم» - ۲:۵۴